# Ле-Теш
Ле-Теш (фр. Le Teich) — коммуна на юго-западе Франции в департаменте Жиронда, административного региона Аквитания.

## География

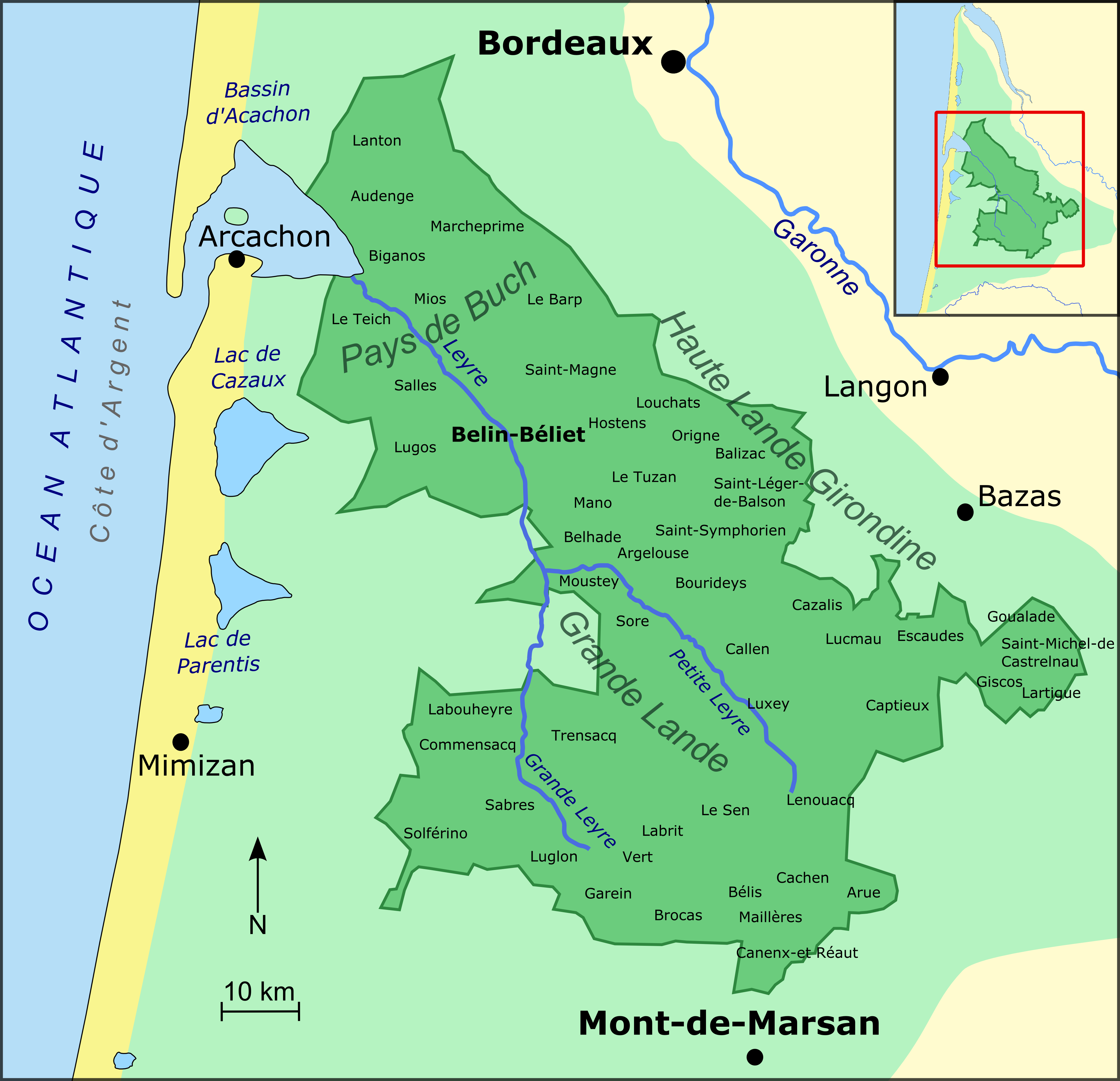
План регионального заповедника Гасконские Ланды

Ле-Теш расположен в дельте реки Лер на землях исторического края Пеи-де-Бюш к югу от Аркашонского залива. Территория коммуны является частью Регионального заповедника Гасконские Ланды.

## История
Именно на месте современных коммун Ле-Теш и Биганос на берегах реки Лер за несколько веков до нашей эры обосновались первые жители аркашонского бассейна — племя боятов.
Затем, в I веке, после прибытия римлян здесь основали галло-римское поселение, названное Boïos, а также порт, о чём свидетельствуют археологические находки, обнаруженные на месте прежде самостоятельного селения Ламот. В ходе последних раскопок удалось найти фундаменты построек эпохи галло-римлян и меровингов, в том числе фанум, часовню и погрузочную площадку.
Во времена средневековья для предупреждения морских набегов вокруг Аркашонского залива построили несколько наблюдательных башен. Одна из таких башен была возведена на месте, где сейчас находится имение Château de Ruat. Именно эта примитивная постройка превратилась к концу эпохи средневековья в жилище капталей де Бюш.
В настоящее время в этом имении живут наследники знаменитых капталей сеньории Бюш. Однако, после визита императора Наполеона III к владевшему в то время поместьем министру внутренних дел генералу Эспри Эспинасу, решётчатая ограда центральной аллеи имения больше не открывалась для посетителей.
Коммуна расположена на паломническом пути Святого Иакова.

## Транспорт
Приехать в Ле-Теш можно по автомагистрали A660 (съезд 03), а также на поезде. Вокзал Ле-Теш расположен на железнодорожной линии, связывающей Бордо с Аркашоном, и обслуживается маршрутами региональной сети TER Aquitaine.
На территории коммуны пассажиры пользуются маршрутами 5 и 6 автобусной сети Baïa. Жители также пользуются маршрутами электрических автобусов ého, проезд в которых бесплатен.

## Достопримечательности
- Имение château de Ruat, построенное в XV веке и переустроенное в XIX веке; в 1970 году объект включен в дополнительный список исторических памятников Франции[1].
- Орнитологический заказник Ле-Теш был основан более 30 лет назад. На его территории созданы благоприятные условия для знакомства посетителей с дикой фауной. Орнитологический заказник является метом отдыха на пути миграции перелётных птиц. Известность этому заказнику принесли останавливающиеся здесь многочисленные аисты.
- Дельта реки Лер образована двумя главными рукавами. Для её посещения устроена прибрежная пешеходная тропинка длиной 5 километров, прогулки по которой позволяют познакомиться с биологическим богатством дельты реки.
- Родник Сен-Жан (фр. fontaine Saint-Jean) расположен на старой паломнической дороге Святого Иакова и датируется XVII веком. По легендам источник прежде был местом кельтского культа, возникшего до римского завоевания. Здесь была стоянка паломников, направлявшихся в Сантьяго-де-Компостела, а вода этого источника обладала целебным воздействием на кожные заболевания.

## Культурные мероприятия
Ежегодное народное гуляние в Ле-Теше называется «Music O Teich». Его устраивают каждый год в середине июля на протяжении трёх вечеров, в течение которых проходит множество концертов. Кульминацией праздника является фейерверк 14 июля.